# 麻竹坑福德祠
25°02′12″N 121°51′45″E / 25.036621°N 121.862531°E
麻竹坑福德祠，是位於臺灣新北市雙溪區平林里雙溪高中內的土地祠，該校參加繁星推薦的學生會特別以零嘴滿天星作祭品。

## 沿革
據廟身上的刻寫，麻竹坑福德祠是光緒壬辰年冬所興建。廟身高164公分與寬105公分，結構、字體、紋路為台灣清治時期的風格。還刻有捐建名為「麻竹坑」，乃梅竹蹊的舊名。梅竹蹊屬於平林村（今平林里）。
神像原為泥塑。1986年大家樂盛行，土地公神像常被從廟宇移走，一陣子才會回來。後來神像頭被砍斷，當地居民猜想為賭徒所為。之後整座神像都失蹤，信眾只好重立兩尊石雕像，一尊土地公、一尊土地婆。
1996年雙溪高中改制完全中學時，校區重新規畫以興建男女生宿舍，徵收原本學校旁的既成道路，此廟就被劃進校園。一說當時居民一再反對，經過校方保證不拆除此廟，才獲鄉民同意；另一說原本應遷移他處，是學校及地方人士認定是先民文化遺產，遂保存於校園中。廟的遮雨棚為男女生宿舍的承包商所加，據雙溪高中校長黃棋楓所言，是土地公託夢給建商要求的。

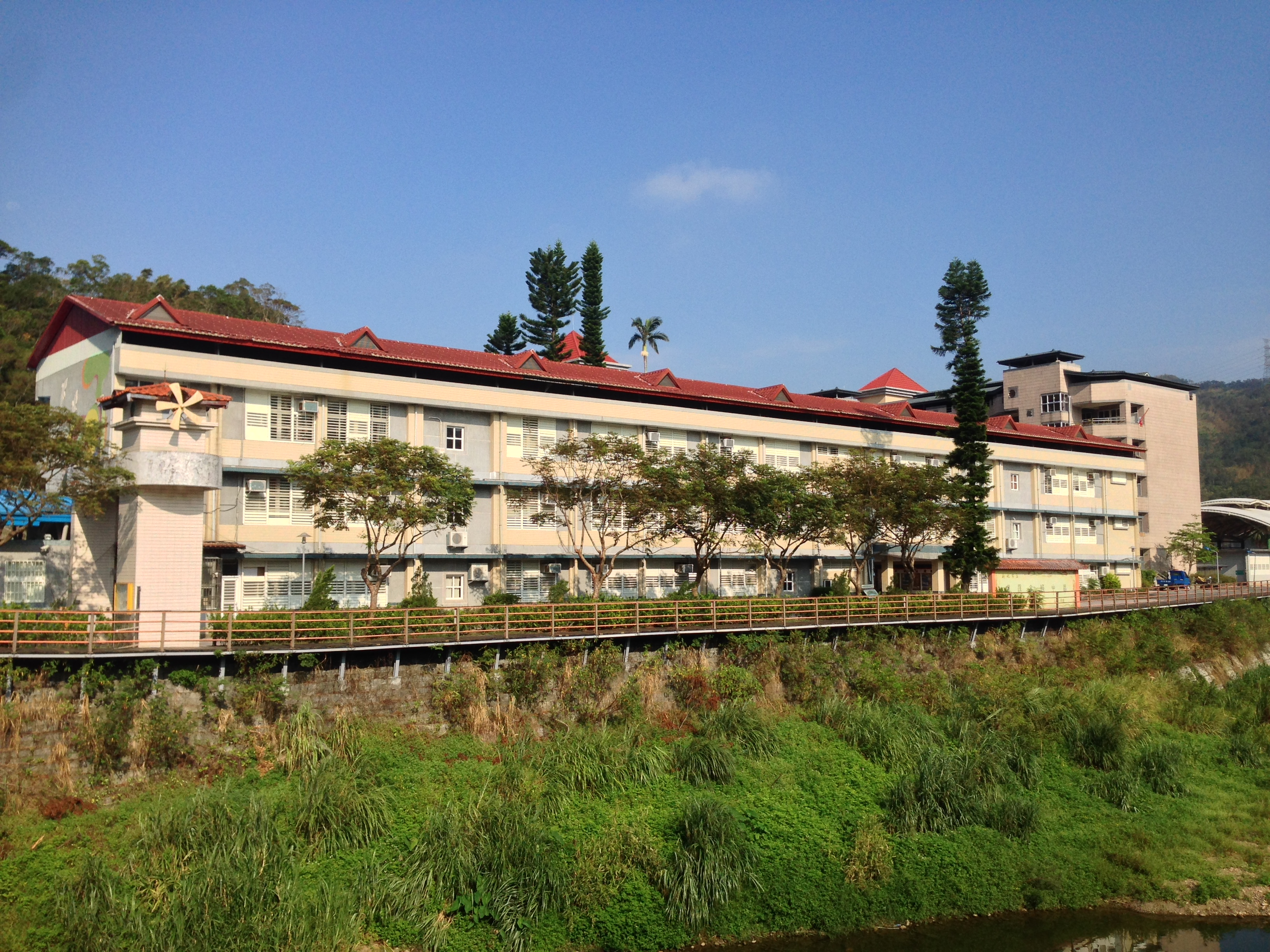
雙溪高中位於梅竹蹊3號[3]。
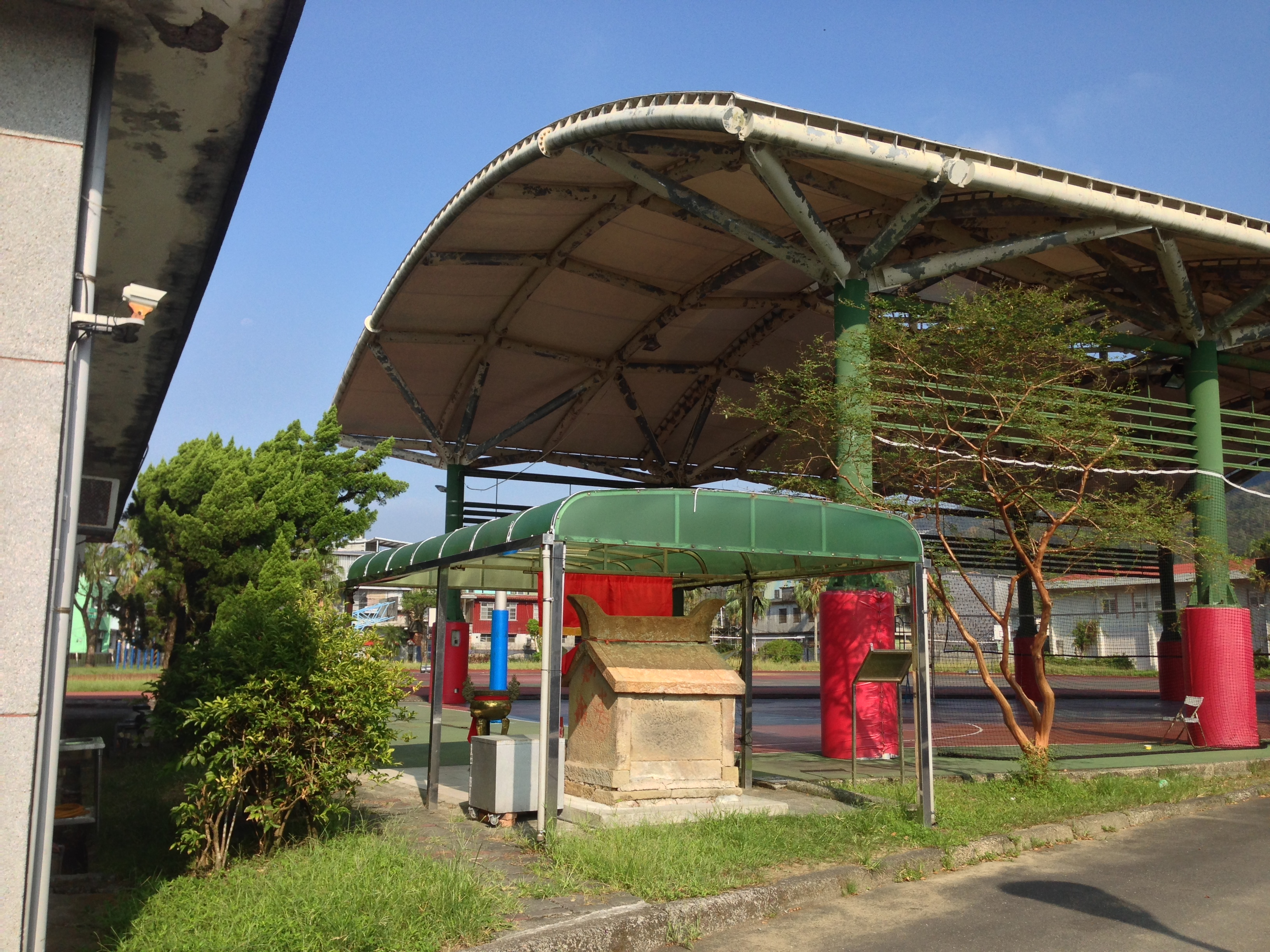
此廟在校園的籃球場旁。
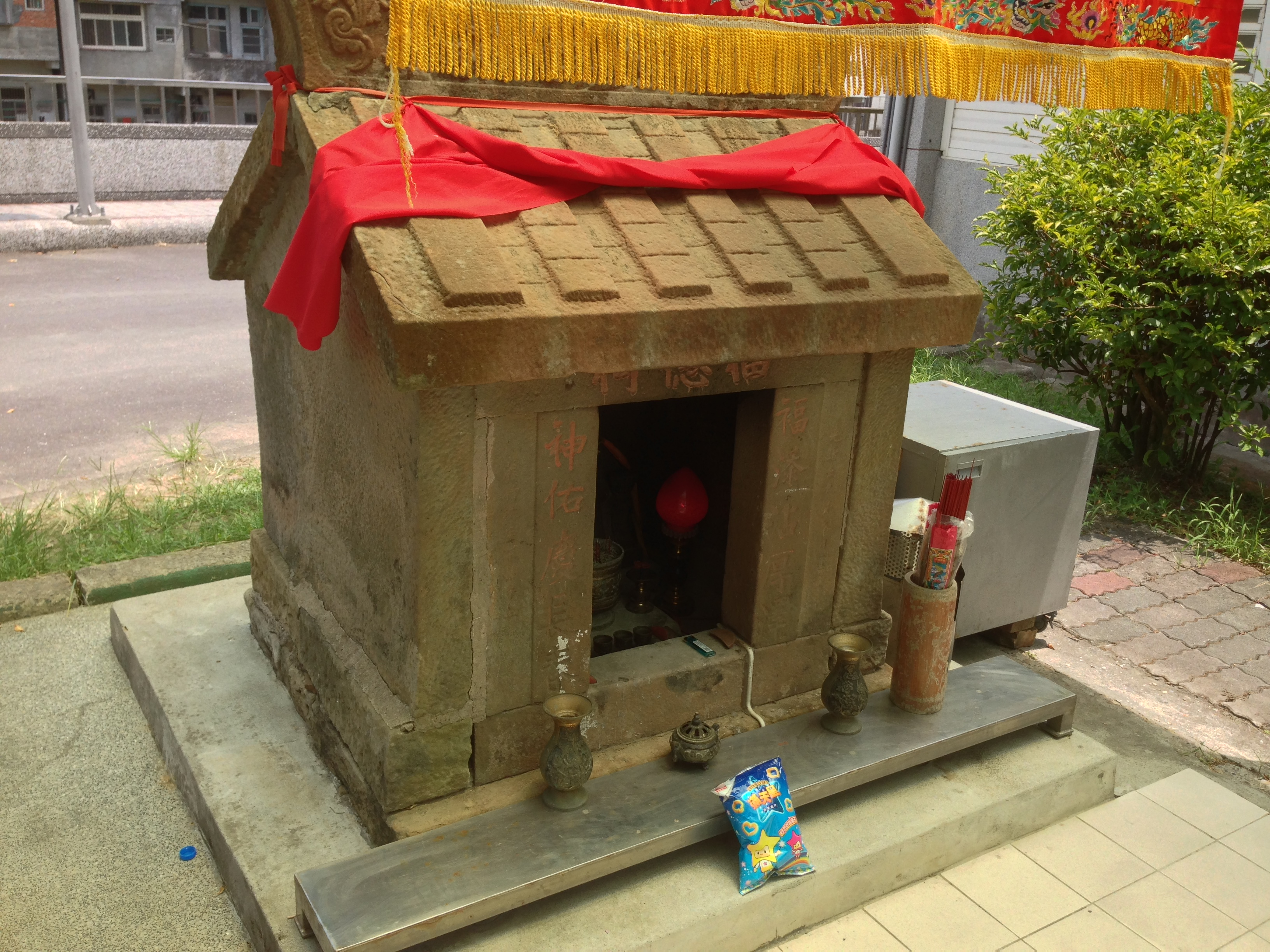
放在祠前的滿天星。上下對聯為「福添沾厚澤」、「神佑慶長春」。
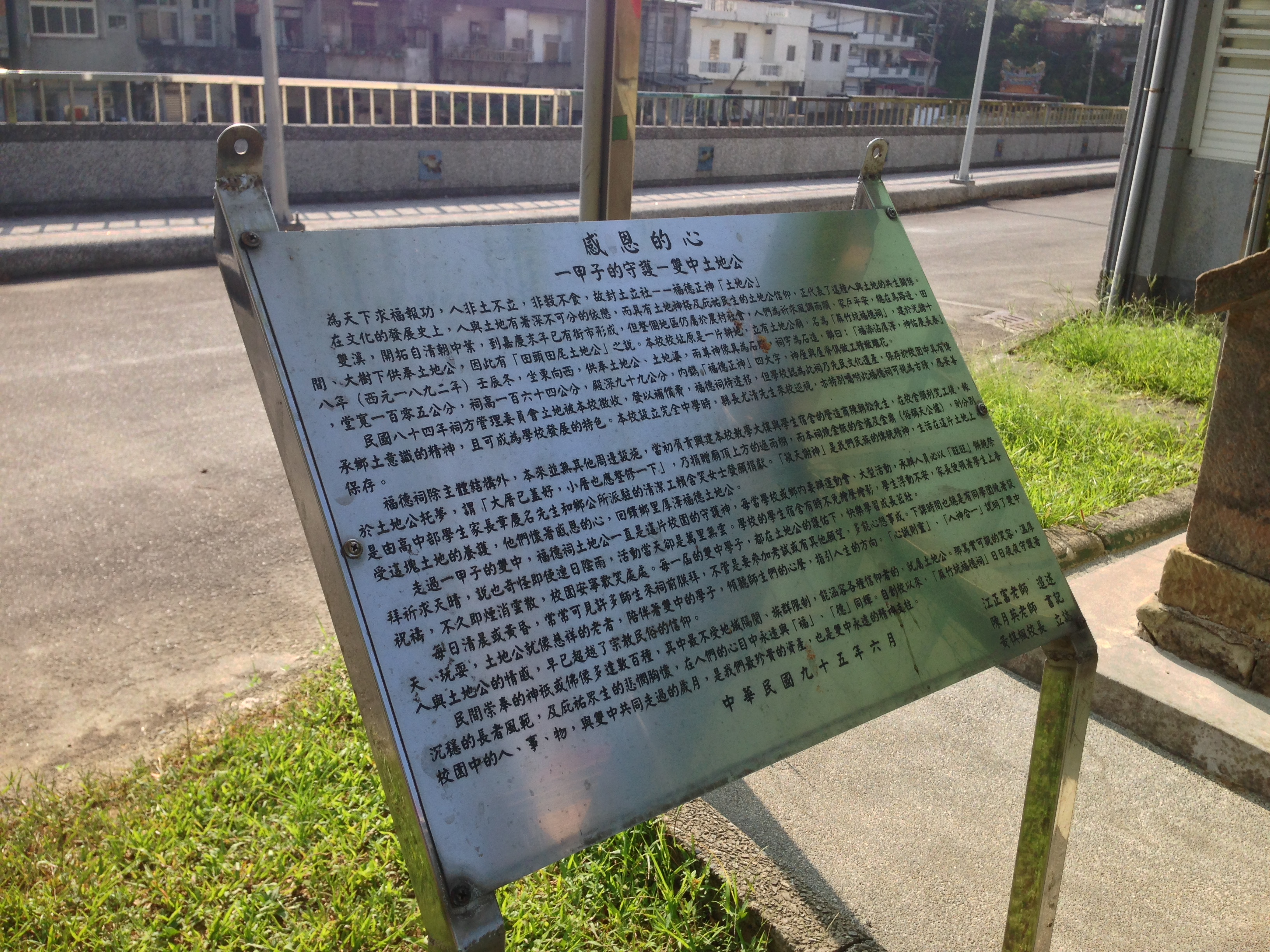
說明牌為黃棋楓立誌，上面寫金爐與金鼎分別是學生家長章慶名、清潔工賴含笑所捐。

## 祭祀
校方每逢農曆初二、十六日，會到此廟上香。居民有時會把土地公神像請回家供奉，過兩三日再請回祠裡。中元普渡等節日的慶祝活動時，陣頭也會進入校園。學校的圖書館主任翁靖穎表示，有聽地方人士講此神靈驗，學校有教師祈求調回南台灣，也如願以償。該校舉行六十周年校慶之日，還對該祠安排千人祈福活動。
在大學、四技二專有繁星計畫後，有雙溪高中學生突發奇想，將滿天星零食拿到此祠作供品，後如願以償，從此校園內就流傳參加繁星計畫者要以滿天星作祭拜。校長陳崑玉認為應該是心理作用，學生的努力跟準備較重要。